# Canato da Horda Dourada
O Canato da Horda Dourada, também conhecido como Horda de Ouro (em mongol: Алтан Орд; romaniz.: Altan Ord; em tártaro: Алтын Урда; romaniz.: Altın Urda; em russo: Золотая Орда; romaniz.: Zolotaya Orda), foi um dos quatro canatos originários da fragmentação do Império Mongol e o mais duradouro de todos eles. Abrangia, em seu apogeu, grande parte da atual Rússia Europeia, Cazaquistão, Ucrânia, parte da Bielorrússia, norte do Uzbequistão, Sibéria Ocidental e uma parte da Roménia. Fazia fronteiras com os reinos da Polônia e Hungria a oeste, o Oceano Ártico ao norte, o Ilcanato ao sul, o canato de Chagatai a  sudeste e o Grão-Canato a leste. No seu conjunto era formado pela Horda Azul de Batu e a Horda Branca de Orda.

## Nome
O nome Horda Dourada, um calque parcial do russo Золотая Орда, transl. Zolotája Ordá, sendo este, por sua vez, supostamente um calque parcial do túrquico Altan Orda, teria sido  inspirado na cor dourada das tendas em que os mongóis permaneciam durante a guerra, ou numa tenda realmente dourada,  usada por Batu Khan ou por Uzbek Khan.:201 É possível também que tal denominação tenha sido atribuída pelos tributários eslavos, para descrever a grande riqueza do khan.
A palavra túrquica orda significa 'palácio', 'acampamento' ou 'quartel-general'; neste caso, o quartel-general do khan, a capital do khanato (canato), metonimicamente estendida ao próprio canato. Foi somente no século XVI que os cronistas russos começaram a usar explicitamente o termo "Horda de Ouro" para se referir a esse canato particular, sucessor do Império Mongol. O primeiro uso conhecido do termo, em 1565, ocorre na História da Crônica Russa de Kazan, e referia-se ao Ulus de Batu (em russo: Улуса Батыя), centrado em Sarai.
Nos escritos persas, armênios e muçulmanos da época e nos registros do século XIII e início do século XIV, como o Yuan Shi (História da dinastia Yuan, de  Song Lien) e o Jami' al-tawarikh (Compêndio de Crônicas, de Rashid-al-Din Hamadani), o canato foi chamado Ulus de Jochi, Dasht-i-Qifchaq ('Estepe Qipchaq'), 'Canato Qipchaq' ou Cumânia.
A ala oriental ou esquerda (ou "mão esquerda", segundo as fontes oficiais persas patrocinadas pela Mongólia) era referida como 'Horda Azul', nas crônicas russas, e como 'Horda Branca', em fontes timúridas. Os estudiosos ocidentais tendem a seguir a nomenclatura das fontes timúridas, referindo-se à ala esquerda como 'Horda Branca'. Mas Otemish Hajji (fl. 1550), historiador corásmio, chamou a ala esquerda de 'Horda Azul', e, dado que ele estava bem familiarizado com as tradições orais do canato, parece provável que os cronistas russos estivessem corretos, e que o próprio canato chamasse a sua ala esquerda de 'Horda Azul'.:41

## Origem
Entre 1221 e 1223, em meio às conquistas de Gengis Cã, os generais Subedei e Jebe Noyon, em uma campanha expedicionária para futuras conquistas, chegam até a atual Ucrânia e vencem os exércitos dos vários principados russos na batalha do rio Kalka. Pouco antes de morrer (em 1227), Gengis Cã dividiu seu império como herança a seus 4 filhos. Oguedai ficou com o norte da China, Chagatai com a Ásia Central, Tolui com a Mongólia e o primogênito Jochi com o Cazaquistão e a Sibéria Ocidental. Porém poucos meses antes de seu pai Jochi também faleceu. Seus domínios foram divididos entre seus filhos Batu, Orda, Shiban e Berke.

## Invasão e conquista da Rússia
Em 1235, após os Jins serem dominados, Oguedai hospedou uma importante reunião nacional de líderes em Caracórum, para decidir com os generais e comandantes a estratégia de conquista das terras situadas a oeste. Em 1236, um exército de 150 mil homens sob a liderança de Batu Cã e Subedei invade e anexa aos domínios mongóis a região do rio Volga, até então pertencente aos búlgaros do Volga. Depois disso foi a vez da Rússia, na época dividida em vários principados. Em 1237 as cidades de Vladimir, Riazã, Susdália, Jaroslávia, Moscovo e Tuória foram invadidas e saqueadas pelos mongóis. No início de 1238 o grão-duque de Vladimir foi vencido por um exército mongol a 200 quilômetros a norte de Moscovo. Essa foi a única campanha bem sucedida de inverno contra a Rússia em toda a história, aonde a cavalaria mongol movia-se com velocidade nos rios congelados da Rússia. Em 1239 foi a vez da região sudoeste ser atacada e em dezembro de 1240 foi conquistada a cidade de Kiev, e no ano seguinte houve um bem-sucedido ataque mongol à Polônia, Roménia e Hungria. No final de 1241, os exércitos mongóis chegaram perto de Viena e por causa do falecimento do grande cã Oguedai a invasão mongol à Europa teve um fim prematuro.

## Fundação
Após a morte de seu tio, Batu pretendia se tornar o cã supremo do Império Mongol. Porém sua ambição foi frustrada com a eleição de Guiuque em 1246, filho de Oguedai. Diante disso, Batu funda o canato da Horda de Ouro, com capital em Sarai, às margens do Rio Volga. Durante o reinado de Mangu a Horda de Ouro manteve boas relações com o cã Mangu, o qual foi eleito com a ajuda de Batu. Seu irmão Berke manteve a mesma política e após a morte de seu primo apoiou Arigue Buga para sucedê-lo, enquanto que seu rival Hulagu, com o qual travou uma guerra em disputa de territórios no Cáucaso, apoiou Cublai Cã, o qual ganhou a disputa. Desde então a Horda de Ouro seguiu um caminho totalmente diferente do Grão-Canato, separando-se por completo da autoridade de Cublai. Para sua independência contribui a política toda focada para a China do novo soberano, na medida em que deixou a Horda de Ouro e os outros canatos sem a sua devida atenção.

## Organização interna
O governante supremo da Horda era o cã, escolhido por um curiltai entre os descendentes de Batu Cã, O primeiro ministro, também mongol étnico, era conhecido como o "príncipe dos príncipes", ou beqlare-beq. Os ministros eram chamados de vizires. Governantes locais, ou bascaques, eram responsáveis por recolher tributos e reprimir revoltas. Administração civil e militar não eram separadas.
A Horda de Ouro se desenvolveu mais como uma cultura sedentária do que nômade, com Sarai, situada no baixo Volga, evoluindo em uma metrópole populosa e próspera. No começo do século XIV, a capital foi transferida para Sarai Berke, no médio Volga, próximo a atual Volgogrado. Sarai Berke se tornou uma maiores cidades do mundo medieval. Segundo estimativas da 2004 Britannica, tinha 600 mil habitantes em seu apogeu. Outras cidades importantes da Horda de Ouro incluem Ukek, Majar, Azak, Astracã, Cazã e Pequena Sarai.
No plano étnico a Horda perdeu sua identidade mongol. Enquanto que a classe mais alta da sociedade era composta por descendentes dos guerreiros mongóis de Batu, a maioria da população do reino era composta por quipechaques, Búlgaros tártaros, quirguizes, cazaques, corásmios e outros povos turcos.

## Religião
De sua criação até meados do século XIV a Horda de Ouro era um estado pagão, apesar de ter tido um cã muçulmano, Berke. Os mongóis mantiveram sua religião tradicional animista.

## Dominação sobre a Rússia
Entre 1240 a 1480, os mongóis dominaram os vários principados russos. Diferente da dominação exercida na China e na Pérsia, que era uma dominação direta, na Rússia se tratava de uma dominação indireta, aonde os diversos principados todo ano pagavam tributos aos mongóis. E caso algum principado atrasasse o pagamento dos tributos sofria uma invasão militar como represália. Em meio a tal política destacou-se um príncipe de Moscovo chamado Ivã I, que se tornou o encarregado do Cã Usbegue como coletor de impostos dos vários principados.

## Decadência
Em meio ao reinado do cã Usbegue, a Horda Dourada, a qual se convertera ao islamismo, alcançou seu apogeu. Porém sofreu fortemente com os efeitos da Peste Negra, e na fronteira oeste perdeu muitos territórios para a Lituânia, dentre os quais a cidade de Kiev em 1322. Ao mesmo tempo, houve várias disputas de poder internas, das quais os principados russos se aproveitaram. Para se ter ideia da situação no período entre 1361 a 1380 houve 25 cãs, todos eles tiveram vida curta. Em meio a esse contexto de crise surge o general Mamai, que tal como Nogai fazia os cãs de seus fantoches e caso não o agrade era deposto sem cerimônia. Eis que em 1380 Mamai e seu exército sofrem derrota para os russos, liderados por Demétrio de Moscou, na batalha de Culicovo. Esta batalha é considerada por muitos como o início do fim do domínio mongol sobre a Rússia.

## Toquetamis
Ao mesmo tempo no canato da Horda Branca (situado na atual Sibéria ocidental), Toquetamis pede ajuda a Tamerlão contra o então cã Urus, recebendo alguns feudos na zona de fronteira com a Horda Branca. Após derrotas iniciais para Urus e depois para seus filhos e sucessores, Toquetamis consegue derrotá-los em 1378, assumindo o poder na Horda Branca.
Se aproveitando da situação caótica que se passava na Horda Azul, Toquetamis promove a unificação das duas hordas. Após a unificação das hordas, Toquetamis lança com seu exército uma campanha militar contra os principados russos em vingança pela derrota em Culicovo. Em agosto de 1382 Moscovo foi incendiada, e outras cidades russas tais como Vladimir, Iuriel, Mozhaisk e outras foram saqueadas. Por conta disso o principado de Moscóvia passaria mais um século sob o domínio tártaro-mongol. Seguiu-se então uma vitória sobre os lituanos em Poltava e um ataque ao Azerbaijão em 1385, capturando e saqueando Tabriz, retirando-se logo em seguida com o botim. A Horda de Ouro então assistiu a um breve reerguimento.

## Guerra contra Tamerlão
Por conta de disputas territoriais na Pérsia e na Ásia Central, Toquetamis entrou em guerra contra seu antigo aliado, Tamerlão. Os dois estiveram em guerra no período entre 1389 a 1391 e 1394 a 1395. Tal conflito mostrou-se desastroso para a Horda de Ouro. Os exércitos de Tamerlão chegaram até Moscovo, e em 1395 Toquetamis, após ser derrotado na Batalha do rio Tereque, foi deposto, sendo substituído por Edigu. Várias cidades importantes da Horda de Ouro foram destruídas em meio à guerra, dentre elas a capital Sarai, Astracã, Ukek, Majar, Pequena Sarai e outras. Toquetamis então pediu ajuda ao duque lituano Vitautas, sendo derrotado mais uma vez em 1399 na batalha do rio Vorscla.

## Fragmentação e destruição final
A partir de meados do século XV a Horda de Ouro, decadente, sofre fragmentação territorial. Os Canatos de Astracã, Cazã, Crimeia, Qasim e Sibéria se tornaram independentes ao longo do século XIV, além da Horda Nogai, criada por volta de 1396 por Edigu. Enquanto isso o principado de Moscou, que liderou a unificação dos principados russos, aproveitou-se dessa situação. Sob a liderança de Ivã III, o Grande, vence os tártaros em 1480 na batalha do rio Ugra, enfim livrando-se de 240 anos de jugo tártaro-mongol. A Horda de Ouro fica limitada a uma pequena área no médio Volga, que ficou conhecida como a Grande Horda. Esta por sua vez foi destruída em 1502 por Menli I Giray da Crimeia. Sob o reinado de Ivã, o Terrível os canatos de Astracã e Cazã foram anexados ao nascente Império Russo, e o canato da Crimeia a partir de 1475 virou um protetorado otomano, até ser anexado pela Rússia em 1783, já no reinado de Catarina, a Grande. O Canato da Sibéria, por sua vez, fora anexado pela Rússia nas décadas de 1580 e 1590, em uma expedição liderada por Yermak Timofeyevich.

## Lista de cãs
- Batu (1227-1255)
- Sartaque (1255-1256)
- Ulagueche (1256-1257)
- Berque (1257-1267)
- Mangu Temir (1267-1282)
- Tuda Mengu (1282-1287)
- Tula Buga (1287-1291)
- Tocta (1291-1312)
- Usbegue Cã (1312-1342)
- Tini Begue (1342)
- Jani Begue (1342-1357)
- Berdi Begue (1357-1359)

Por volta de 25 cãs sucederam cada um em diferentes partes da Horda entre 1357 e 1378, no que ficou conhecido como o Período de anarquia. Entre estes cãs se incluem:
- Culpa (1359-1360)
- Nauruz Begue (1360-1361)
- Khidr (1361-1362)
- Timur Khwaja (1362)
- Abdallah (1362-1370)
- Muhammad Bolak (1370-1378)

Após Toquetamis unificar as hordas Branca e Azul em 1378 o número de cãs concorrentes foi reduzido porém seus regimes continuaram instáveis.
- Toquetamis (1378-1395)
- Edigu (1395-1419)
- Shadi Beg (1401-1407)
- Temur (1410-1412)
- Jalad al-Din (1412)
- Karim Berdi (1412-1414)
- Kebek (1414-1417)
- Yeremferden (1417-1419)
- Olug Moxammat (1419-1421, 1428-1433)
- Baraq (1422-1427)
- Sayid Ahmad I (1433-1435)
- Kuchuk Muhammad (1435-1465)
- Makhmud (1459-1465)
- Akhmat (1465-1481)
- sheik Ahmad (1481-1498, 1499-1502)
- Murtada (1498-1499)